# Đào Công Soạn
Đào Công Soạn (陶公僎, 1381-1458) là đại thần nhà Lê sơ trong lịch sử Việt Nam.

## Thời chiến
Đào Công Soạn tự là Tân Khanh, người làng Thiện Phiến, huyện Tiên Lữ, Hưng Yên, Việt Nam.
Đào Công Soạn trưởng thành khi nước Đại Việt có nhiều biến động: nhà Hồ thay nhà Trần (1400), không lâu sau quân Minh sang diệt nhà Hồ (1407). Hồi mới mở nước, Đào Công Soạn đón yết quân khởi nghĩa.
Năm 1426, thủ lĩnh quân Lam Sơn chống Minh là Lê Lợi tiến quân ra Bắc, tổ chức kỳ thi đầu tiên. Khi đó Đào Công Soạn đã 46 tuổi, đi thi và đỗ đầu. Ông được Lê Lợi bổ dụng làm quan ngay.
Ngày 20, tháng 12, năm 1426, đặt chức an phủ sứ các lộ. Đào Công Soạn, Nguyễn Dực và 24 người khác được gia phong làm chức đó.
Chiến sự với quân Minh giằng co. Đào Công Soạn được lệnh đi sứ vào thành Đông Quan. Tướng Minh là Vương Thông đề nghị Lê Lợi lập lại con cháu nhà Trần làm điều kiện giảng hòa. Lê Lợi bèn lập Trần Cảo làm vua.

## Thời bình
Ngày 29, tháng 10, năm 1429 sứ nhà Minh là bọn Lý Kỳ về nước. Vua Lê Thái Tổ sai đầu mục là Đào Công Soạn, Lê Đức Huy, Phạm Khắc Phục mang vàng bạc và sản vật địa phương sang nhà Minh cầu phong, đồng thời giải đáp về việc đòi trả người và khí giới, cùng việc tìm con cháu họ Trần. Khi trở về, Đào Công Soạn được phong làm tham tri Đông đạo.
Thời Lê Thái Tông, ông kiêm coi việc ở Viện Thẩm hình, làm tri Thẩm hình viện sự. Mùa đông năm 1435 ông được thăng chức Sứ thẩm hình, kiêm Thượng thư bộ Lễ. Khi sứ nhà Minh sang, ông là người am hiểu ngoại giao, được giao việc đón tiếp. Sang năm 1436, ông lại phụng mệnh làm chánh sứ sang nhà Minh cầu phong cho Lê Thái Tông.
Mùa thu năm 1437 ông được gia phong chức Tả thị lang Môn hạ, tham gia việc xét địa bạ tịch ở Bắc đạo.
Năm 1444 đời Lê Nhân Tông, ông lại làm chánh sứ sang cống nhà Minh. Khi trở về, ông được phong chức hầu, giảng ở tòa Kinh diên.
Năm 1449, ông cáo lão xin nghỉ hưu nhưng vua Nhân Tông không cho mà thăng ông làm Nhập nội đại hành khiển, coi việc ba quán: Nho quán, Sùng văn quán và Tú lâm cực.
Năm 1456, do ông là người có kinh nghiệm, am hiểu nhiều việc, được sai lên Thái Nguyên khám định bờ cõi.
Năm 1458 đời Lê Nhân Tông, Đào Công Soạn qua đời, thọ 78 tuổi.

## Nhận định
Sử gia Phan Huy Chú nhận định về ông như sau:
| “                                 | Ông là người ôn hòa, kính cẩn, kiệm ước, có phong độ danh thần. Thơ ông cũng thanh thoát, ý tứ dồi dào, đáng ngâm | ” |
| — Lịch triều hiến chương loại chí | |   |